# Benito Juárez Yucunicoco
Benito Juárez Yucunicoco är en ort i Mexiko.   Den ligger i kommunen Santiago Juxtlahuaca och delstaten Oaxaca, i den sydöstra delen av landet, 270 km sydost om huvudstaden Mexico City. Benito Juárez Yucunicoco ligger 2 520 meter över havet och antalet invånare är 278.
Terrängen runt Benito Juárez Yucunicoco är varierad. Runt Benito Juárez Yucunicoco är det ganska glesbefolkat, med 43 invånare per kvadratkilometer. Närmaste större samhälle är Santiago Juxtlahuaca, 8,6 km nordväst om Benito Juárez Yucunicoco. I omgivningarna runt Benito Juárez Yucunicoco växer huvudsakligen savannskog.